# Anton Milczewski
Anton Milczewski, ros. Антон Мильчевский, ps. „Inżynier Maier”, „Major Miller”, „Czaplinski” (ur. w 1888 r. w obwodzie kijowskim, zm. ?) – radziecki inżynier, współpracownik Sonderstab „R” podczas II wojny światowej
Był z pochodzenia Niemcem. Ukończył studia politechniczne w Kijowie. W latach 20. i 30. był inżynierem w zakładach młynarskich w Kijowie. W 1933 r. uzyskał zgodę na wyjazd do Berlina. W 1936 r. został aresztowany przez NKWD pod zarzutem szpiegostwa na rzecz III Rzeszy, po czym skazano go na karę 5 lat łagrów na Workucie. W grudniu 1940 r. został uwolniony i przewieziony do Brześcia nad Bugiem, gdzie przekazano go stronie niemieckiej. Wstąpił do armii niemieckiej, zostając oficerem Abwehry w stopniu majora. Po ataku wojsk niemieckich na ZSRR 22 czerwca 1941 r., powrócił na początku października tego roku do okupowanego Kijowa. Służył w Abwehrkommando-102. Stworzył siatkę werbunkową ochotników dla służby wywiadowczo-dywersyjnej na rzecz Abwehry. Współpracował z Sonderstab „R”. Prowadził zajęcia w szkole wywiadowczej Abwehry w Połtawie. Dalsze jego losy są nieznane.